# Miloš Kosanović
Miloš Kosanović (srbskou cyrilicí Mилoш Kocaнoвић, * 28. května 1990 Čonoplja, SFR Jugoslávie) je srbský fotbalový obránce a reprezentant, v současnosti hráč klubu Standard Liège (k srpnu 2016).
Mimo Srbsko působil na klubové úrovni v Polsku a Belgii.

## Klubová kariéra
- FK Radnički Sombor (mládež)
- FK Vojvodina Novi Sad (mládež)
- FK Mladost Apatin 2007–2010
- Cracovia 2010–2014
- KV Mechelen 2014–2016
- Standard Liège 2016–

## Reprezentační kariéra
Kosanović nastupoval za srbskou reprezentaci U21.
V A-mužstvu Srbska debutoval 7. 9. 2015 v přátelském zápase v Bordeaux proti reprezentaci Francie (porážka 0:1).